# 同居非男孩
《同居非男孩》（のーぶら）是日本漫画家川津健二朗创作的日本漫画作品。于2002年2月到2004年7月期間在《月刊少年Champion》（秋田書店）上進行连载。單行本全5卷。
本作是川津健二朗以此名義最初发表的作品，被翻译成中文、英文、法文等语言在各地刊行。

## 劇情簡介
片岡正人是一名独居于东京的高中一年级生。在他的身边有一个非常可爱的女孩子……一样的男孩子野村有纪和他一起同居。在除了性别以外完全是正人的理想型的有纪和才貌双全被全校学生憧憬的大空薰之间，优柔寡断的正人开始了每天心潮澎湃的生活。 

## 出版書籍
| 冊數 | 秋田書店      | 秋田書店           | 長鴻出版社     | 長鴻出版社           |
| 冊數 | 發售日期      | ISBN               | 發售日期       | EAN                  |
| ---- | ------------- | ------------------ | -------------- | -------------------- |
| 1    | 2002年9月19日 | ISBN 4-25-320331-0 | 2003年5月7日   | EAN 471-0765-17451-4 |
| 2    | 2003年2月20日 | ISBN 4-25-320332-9 | 2003年8月5日   | EAN 471-0765-17741-6 |
| 3    | 2003年8月7日  | ISBN 4-25-320333-7 | 2004年2月11日  | EAN 471-0765-18242-7 |
| 4    | 2004年2月19日 | ISBN 4-25-320334-5 | 2004年5月22日  | EAN 471-0765-18490-2 |
| 5    | 2004年8月5日  | ISBN 4-25-320335-3 | 2004年12月23日 | EAN 471-0765-19065-1 |